# Гробари
Гробари́ (серб. Гробари — Могильщики, Гробовщики) — объединённая группировка фанатов команд белградского футбольного клуба «Партизан». Это одна из трёх крупнейших группировок футбольных фанов Сербии. «Гробари» оказывают поддержку всем клубам, входящим в спортивное общество «Партизан». Традиционные клубные цвета — чёрно-белые.

## Название
В переводе с сербского слово «гробари» означает «могильщики» или «гробовщики». 
Группировка получила своё название в конце 1970-х от своих главных соперников (фанатов «Црвены Звезды»), обративших внимание на сходство черно-белой формы клуба с тогдашней официальной формой могильщиков (гробари называют болельщиков «Звезды» «цыганами»). Другая версия появления названия — происхождение от названия улицы, на которой расположен стадион клуба — Хумска улица (архаичный сербский: хумка — «могила»).

## История
Первые организованные группы болельщиков «Партизана» появились на стадионе «Партизана» в конце 1950-х. В основном это были молодые люди из белградских районов Чукарица, Раковица, Сеньяк и Топчидер, и они занимали Южную трибуну стадиона. В те времена поддержка выражалась в громком пении наравне с оскорблениями судьи и игроков команды соперника.
Участие «Партизана» в финале Кубка УЕФА в 1966 году привлекло большое количество болельщиков на стадион и стало ключевым моментом в организации активных фанатов на Южной трибуне, где они базируются и по сей день. В 1970-х годах, как и во всей Европе, гробари начали использовать различную атрибутику на стадионе: клубные шарфы, баннеры, барабаны, флаги и пиротехнику (в конце 1970-х), которые вывели стадионную поддержку на новый уровень.
К 1980 году «Гробари» стали одной из четырёх сильнейших группировок фанатов в Югославии и начали ездить на все гостевые матчи «Партизана» в стране и Европе. Из-за их агрессивного поведения на выездах по отношению к оппонентам, фанаты, составляющие ядро группировки, часто упоминались как «карательная экспедиция». Они были широко известны из-за приверженности к английскому стилю поддержки, основанному, главным образом, на непрерывном пении. 
В 1990-х годах на стадионах Югославии начался всплеск национализма, в результате которого некоторые гробари стали членами «Тигров Аркана», сербской военизированной организации, позже принимавшей участие в боевых действиях во время войны в Югославии. «Тигры» организовали мощнейший перформанс на трибунах во время белградского дерби 22 марта 1992 года между «Црвеной Звездой» и «Партизаном», когда они поднимали на трибунах дорожные знаки с надписями: «20 миль до Вуковара»; «10 миль до Вуковара»; «Добро пожаловать в Вуковар». Новые и новые знаки появлялись на трибунах, на каждом было название очередного хорватского города, взятого сербской армией. Желько Ражнатович «Аркан» в тот момент был директором ассоциации болельщиков «Црвены Звезды».
Сегодня «Гробари» продолжают поддерживать все команды спортивного общества «Партизан».

## Группировки
В 1999 году произошёл конфликт, когда недавно образовавшаяся группа «Южный Фронт» обвинила нескольких лидеров группы «Гробари 1970» в злоупотреблении привилегиями, и сам клуб за потворство этим людям. «Гробари 1970» фактически были обвинены в махинациях с деньгами, выделяемыми клубом на организацию поддержки. Несколько сотен членов организации «Южного фронта» покинули традиционную Южную трибуну и заняли место на противоположной, Северной. Раскол продолжался в течение нескольких лет, до 2005 года, когда болельщики смогли уладить свои разногласия.
На данный момент «Гробари» состоят из трёх больших групп: «Южный фронт» (Јужни Фронт), «Гробари 1970» (Гробари 1970) и «Гробари Београд» (Гробари Београд).
Группа традиционно поддерживает тесные дружественные отношения с группировкой греческого ПАОКа Gate 4 и Московского ЦСКА.
В 1990-х годах неофициальным символом всех групп «Гробарей» был бульдог, но последние несколько лет символом является силуэт могильщика, опершегося на свою лопату.

## Бойкот (2005—2007)
Взбешенные тем, что «Партизан» выбыл в 3-м квалификационном раунде из розыгрыша Лиги Чемпионов, за чем последовал вылет из первого раунда кубка УЕФА и из национального кубка после поражения от команды третьего дивизиона, равно как и плохими результатами в домашнем чемпионате (в начале сезона 2005/2006), Гробари объявили полный бойкот футбольных матчей «Партизана». Несколько тысяч фанов собрались в сентябре 2005 года перед клубным стадионом и публично обвинили спортивного директора клуба Ненада Бжековича и генерального секретаря Зарко Зекевича в махинациях с клубным бюджетом и трансферной политикой с целью собственной наживы. Во время выступления они также напомнили общественности о нескольких предыдущих случаях махинаций чиновников клуба.
Они требовали отставки руководства клуба в качестве условия своего возвращения на стадион. «Гробари» повторяли массовые манифестации и скандировали свои требования в октябре 2005 года напротив национального театра в деловой части Белграда, где официальные представители «Партизана» отмечали шестидесятилетний юбилей клуба. Оба городских дерби между «Црвеной Звездой» и «Партизаном» были сыграны без традиционной поддержки со стороны Южной трибуны. Несмотря на то, что эти матчи обычно собирали десятки тысяч фанов на стадионах, в том сезоне был поставлен позорный рекорд посещаемости, когда на стадионе «Партизана» присутствовала лишь пара тысяч зрителей, так как фаны «Звезды» также бойкотировали дерби (по другим причинам).
После определённых изменений в руководстве клуба «Гробари» согласились прекратить бойкот. Они вернулись на стадион 26 мая 2007 года в матче против «Младости», который «Партизан» выиграл со счётом 7:1, но их основные требования не были выполнены, и фанаты продолжали петь унизительные песни в адрес спортивного директора и генерального секретаря «Партизана». В конце года Бжекович и Зечевич оставили свои посты.
«Гробари» поддерживают хорошие отношения с руководством, но принципиально отвергают любую помощь от клуба.